# 吴汉月
吴汉月（913年—952年），钱塘人，五代十国吴越国主文穆王钱元瓘妾，忠懿王钱俶母。中直指挥使吴珂女。
钱元瓘年过三十，而无亲子，妻子马氏向公公钱镠请求为丈夫纳妾。其后，诸妾陆续生子。天成四年（929年），吴汉月生下钱元瓘第五子钱俶。吴汉月“幼而婉淑”，成钱元瓘妾室后，最被其妻马氏宠爱。吴汉月善胡琴，“性慈惠而节俭，颇尚黄老，学居常被道士服”。日常亦以“仁恕为言”。屡次阻止钱元瓘封其族人官爵。对族人“多加训励，有过失必面责之”。
後漢天福十二年十二月（948年），其子钱俶被拥立为吴越国国王。《吴越备史》记，吴汉月敕封为吴越国顺德夫人。1980年代飞英塔的考古发现，广顺元年（951年）时，吴汉月自称为吴越国顺德王太后。广顺二年（952年）六月，吴汉月逝世，年四十，谥恭懿，葬于钱塘慈云岭之西原。吴汉月墓曾被盗。

## 备注
1. ↑  1986年湖州飞英塔发现广顺元年（951年）吴汉月舍入天台山广福金文院镶螺钿漆函，函内装藏刻本经折装《妙法莲华经》，外底朱笔题记：“吴越国顺德王太后吴氏谨捨宝装经函肆只，入天台山广福金文院转轮经藏，永充供养，时辛亥广顺元年十月日题纪”[4]:55。